# Quận Madera, California
Quận Madera là một quận trong tiểu bang California, Hoa Kỳ. Quận lỵ đóng tại thành phố Madera2. Theo Cục điều tra dân số Hoa Kỳ, dân số năm 2000 của quận này là 152.465 người 2. Quận nằm ở trung tâm Thung lũng San Joaquin ở rìa phía tây nam của Sierra Nevada, nơi thung lũng có phạm vi rộng nhất. Nó nằm ở Thung lũng San Joaquin và chủ yếu là một quận nông nghiệp. Nó nằm ở Thung lũng San Joaquin. Quận Madera giáp Quận Merced ở phía bắc, Quận Fresno ở phía đông, Quận Mariposa ở phía nam và Quận Mono ở phía tây. Một phần rất nhỏ của quận nằm trong Thung lũng Sacramento giữa Quận Mariposa và Quận Merced.
Quận có một số dãy núi nhỏ. Ngọn núi cao nhất trong quận là Núi Hamilton, cũng là điểm cao nhất ở Sierra Nevada bên ngoài các vườn quốc gia. Núi Hamilton nằm ở trung tâm phía nam của quận. Những ngọn núi lớn khác ở quận Madera bao gồm Núi phía Bắc, Núi Hói, Dãy Diablo và chân đồi Sierra Nevada. Các con sông lớn trong quận là sông San Joaquin và nhánh Madera của sông San Joaquin. Hai con đập lớn nằm trong quận, Đập Exchequer Mới trên Sông San Joaquin và Hồ chứa North Fork trên Nhánh Madera. Một số kênh rạch lớn chạy ngang qua quận, phần lớn là vùng đồng bằng nông nghiệp bằng phẳng. Quận Madera là một quận nông nghiệp chính. Theo Bộ Thực phẩm và Nông nghiệp California, các sản phẩm nông nghiệp hàng đầu ở Quận Madera là hạnh nhân, quả hồ trăn, bông và ngũ cốc (lúa mì, ngô, lúa mạch). Quận cũng là quận dẫn đầu ở California về sản lượng sữa...

## Địa lý
Diện tích đất liền của California bao gồm các đồng bằng ven biển, dãy núi và thung lũng, tất cả đều liên kết với nhau và chịu ảnh hưởng của sông suối. Địa hình miền núi của bang là nơi có thảm thực vật và hệ sinh thái phong phú, đa dạng. Bờ biển của California được chia thành ba phần bởi hai dãy núi ven biển riêng biệt: Dãy núi San Gabriel ở phía nam và Dãy núi Santa Monica ở phía bắc. Thung lũng Trung tâm California, trải dài qua Thung lũng Trung tâm từ dãy ven biển về phía đông, là vùng nông nghiệp năng suất cao nhất của bang. California cũng có nhiều loại hệ sinh thái sa mạc, bụi rậm ven biển và đất cỏ đa dạng. Đường bờ biển của nó có nhiều bãi biển và vách đá rộng lớn. Vùng nước ven biển và đường thủy nội địa cung cấp nhiều loài sinh vật biển độc đáo cho bang. Ngoài ra, các trung tâm đô thị lớn như Los Angeles, San Diego và San Francisco đều nằm ở những khu vực chịu ảnh hưởng nặng nề bởi địa lý của California.
Vị trí địa lý của California ảnh hưởng đến cả nền kinh tế và môi trường của bang. Ví dụ, khí hậu đa dạng và đất nông nghiệp hiệu quả của bang đã tạo cơ hội cho sự phát triển của ngành nông nghiệp rất đa dạng. Ngoài ra, bờ biển của California đã tạo điều kiện cho ngành vận tải biển phát triển và sinh lời. Tuy nhiên, vị trí địa lý của California cũng khiến cho bang dễ bị thiên tai thường xuyên xảy ra, chẳng hạn như cháy rừng, lũ lụt và động đất.